# Maevia latrunculata
Maevia latrunculata är en spindelart som beskrevs av Tord Tamerlan Teodor Thorell 1877. Maevia latrunculata ingår i släktet Maevia och familjen hoppspindlar. Inga underarter finns listade i Catalogue of Life.